# Paulo (Lost)
Paulo egy fiktív szereplő az ABC sorozatában, a Lost-ban; Rodrigo Santoro alakítja.

## Életrajz
|  | Alább a cselekmény részletei következnek! |

### A gép lezuhanása előtt
Paulo szakácsként dolgozott egy gazdag filmproducernek, Howard L. Zukermannak, akit társnőjével, Nikkivel megöltek, és elrabolták tőle a 8 millió dollár értékű gyémántjait.
Az Oceanic Flight 815 indulásának napján Paulóék a reptéri bárban elolvasták az újsághírt, miszerint a mágnás halálát szívrohamként állapították meg. A pénzből új életet akartak kezdeni az USA-ban. Ennek jeleként a férfi leszokott a dohányzásról, helyette nikotinos rágót kezdett el fogyasztani. A bárban összetalálkoztak Boone-nal és a testvérét szokás szerint a földig lehordó Shannonnal. Mivel azt hitték, hogy együtt járnak, Nikki megígértette Paulóval, hogy ők sosem lesznek ilyenek.

### A gép lezuhanása után
Paulo a gép lezuhanása után szemmel láthatóan sokkos állapotba került, és a parton állva a tengert nézte. Miután Nikki megtalálta, a nő csak az ékköveket tartalmazó táska felől kérdezte. 
Hat nappal később Paulóék éppen „a fákat mozgató valami” kilétéről beszélgettek, mikor feltűnt Ethan, aki elmondta, ha kellene valamilyen ruha, akkor szóljanak neki. Mikor a nő közölte, hogy ők a saját táskájukat keresik, a férfi elárulta, hogy mivel átszáguldottak a dzsungelen, valószínűleg ott esett ki. Ekkor Arzt közölte velük, hogy Boone ellopta a vizet. Paulóék ezután meghallgatták a megérkező Jack „Élj másokkal, halj meg egyedül!” kezdetű beszédét.
Paulo és Nikki az Arzttól kapott térkép segítségével elindultak megkeresni a táskát. Útjuk során felfedezték a nigériai kisgépet és a Gyöngy állomást.
Miuán Kate elárulta, honnan szereztek fegyvert, a férfi Nikkivel együtt elment a bizonyos vízeséshez. Paulo a vízben megtalálta a táskát, benne a rágójával és a gyémántokkal, ám erről nem szólt a nőnek, hiszen meg volt győződve arról, hogy csak azért vannak még együtt, mert Nikkinek szüksége van a segítségére.
A férfi ezután megpróbálta elásni a parton a gyémántokat, de Locke figyelmeztette, hogy a dagály miatt a homokba temetett tárgyak a felszínre kerültek.
A Locke-kal való beszélgetés után Paulo visszament a Gyöngyre, és az ékköveket a vécé tartályába rejtette, majd kihallgatta az odaérkező Ben és Juliet beszélgetését. Ben ekkor mutatta meg a nőnek Jack Shephardot, és elárulta, hogy Michael segítségével Kate-et és Sawyert is elrabolják. A Többiek távozása után Paulo elvette az ott maradt walkie-talkie-t.
Paulo egy fa alatt aludt, mikor Locke és Charlie visszahozták a táborba Mr. Ekót. Meghallgatta Locke beszédét arról, hogy megkeresi és kiszabadítja Jackéket.
Desmond Paulótól kért egy golfütőt a Charlie-nak és Claire-nek készített villámhárítóhoz. A skót férfi tanácsokat adott Paulónak a játékkal kapcsolatban.
Paulo és Nikki csatlakozott az Eko megkeresésére összeszerveződött csapathoz. A Gyöngy állomáson Paulo kivette a gyémántokat a tartályból, majd lehúzta a vécét, és úgy tett, mintha csak a dolgát végezte volna. Később Paulo szemtanúja volt aEko halálának, és jelen volt a temetésén is.
Amikor Hurley megtalálta és be akarta indítani a DHARMA-kocsit, Paulo lebeszélte Nikkit arról, hogy vele tartson.
Valamivel később Sawyer észrevette, hogy a férfinál van az egyik magazinja, és számon kérte rajta ezt a tettét.
Egy héttel később Nikki felfedezte Paulo nikotinos rágóját, és ebből kikövetkeztette, hogy a férfi megtalálta a táskát. Becsalta a dzsungelba, ahol az Arzt által felfedezett medúzapókot a férfire dobta, ezzel paralízisbe taszítva őt. Ám azzal nem számolt, hogy a kibocsátott feromon odavonzza a többi rovart, így miután kiszedte a férfi nadrágjából a gyémántokat, őt is megcsípte egy. A nőnek még annyi ideje volt, hogy elássa az ékköveket. Ezután mindketten paralízisbe estek nyolc órára.
A túlélők azt hitték, Nikki és Paulo meghalt. A férfi testét Jin, Hurley és Sawyer találta meg, melyet aztán a partra vittek. A túlélők elkezdtek tanakodni, mi történhetett velük. Mikor Sawyer megtalálta a walkie-talkie-t, arra gyanakodtak, hogy a Többieknek dolgoztak. Felvetődött annak a gyanúja is, hogy esetleg a fekete füst végzett velük. Miután felfedezték a gyémántokat, valószínűsítették, hogy ezekért ölték meg egymást. 
A temetésen egy Hurley által mondott rövid beszéd után megkezdték a föld lapátolását rájuk. Nikki még ki tudta nyitni a szemét, de ezt nem vették észre. Így Nikki és Paulo élve el lettek temetve.

### Halála után
Az Oceanic 6 fedősztorijában Nikki és Paulo a vízbe csapódáskor meghaltak.
|  | Itt a vége a cselekmény részletezésének! |

|  | Itt a vége a cselekmény részletezésének! |

## Érdekességek
- Paulót Howard L. Zukerman „a brazil Jamie Olivernek” szólítja. A Paulót alakító színész, Rodrigo Santoro ismert titulusa a „brazil Tom Cruise”.